# Kolej Naddnieprzańska

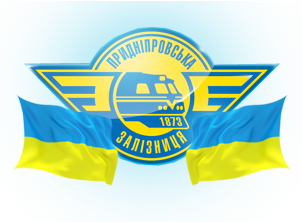

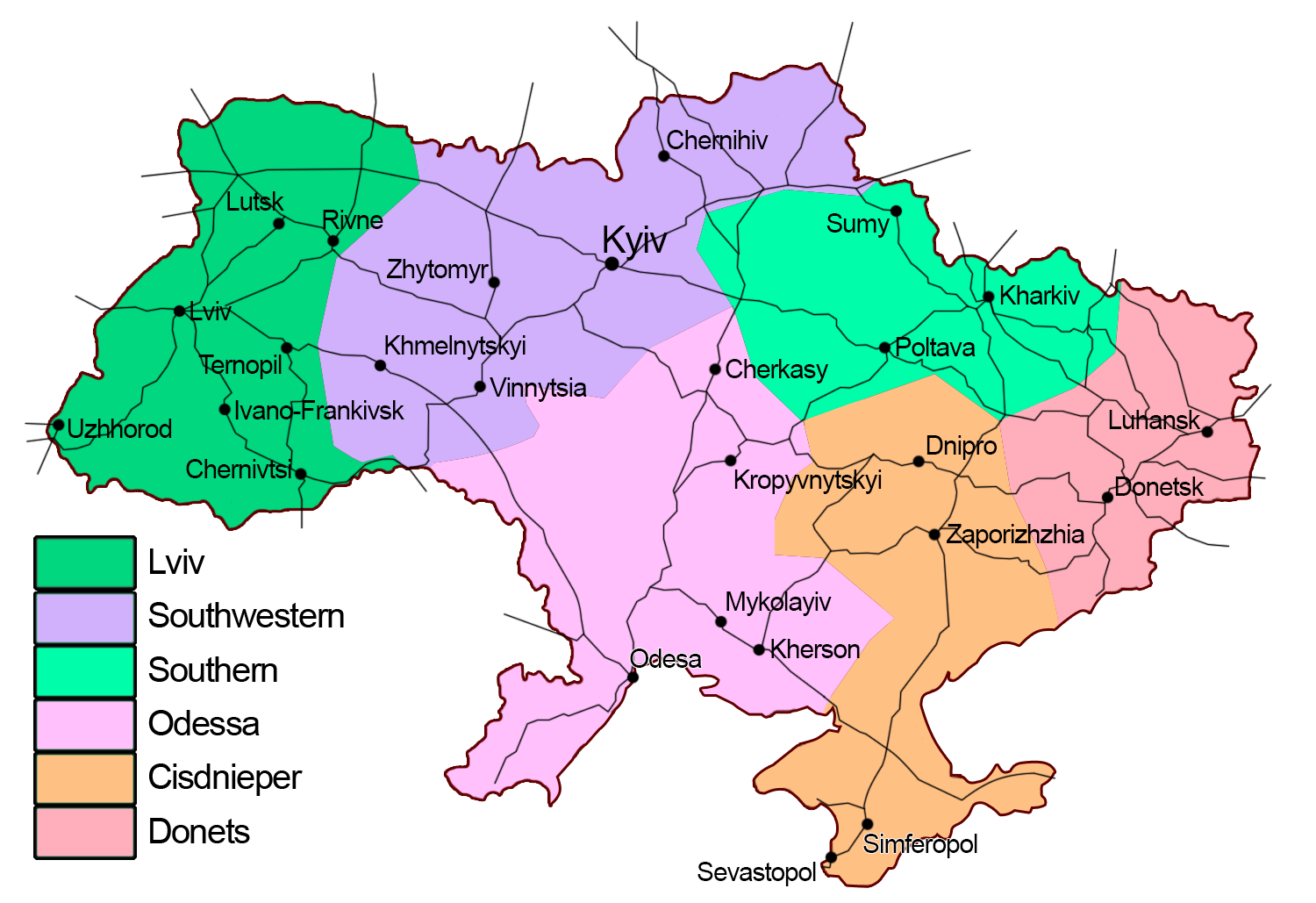
Mapa regionalnego podziału kolei ukraińskich

Kolej Naddnieprzańska (ukr. Придніпровська залізниця, Prydniprowśka zaliznycia) – przedsiębiorstwo regionalne Kolei Ukraińskich, obsługujące kolej w trzech obwodach Ukrainy: dniepropetrowskim, zaporoskim, Krymie oraz w niektórych rejonach sąsiednich obwodów.
Siedziba dyrekcji mieści się w Dnieprze. Organizacyjnie składa się z 4 terytorialnych dyrekcji przewozów kolejowych – naddnieprzańskiej, kryworoskiej, zaporoskiej i krymskiej.